# Brice Sensabaugh

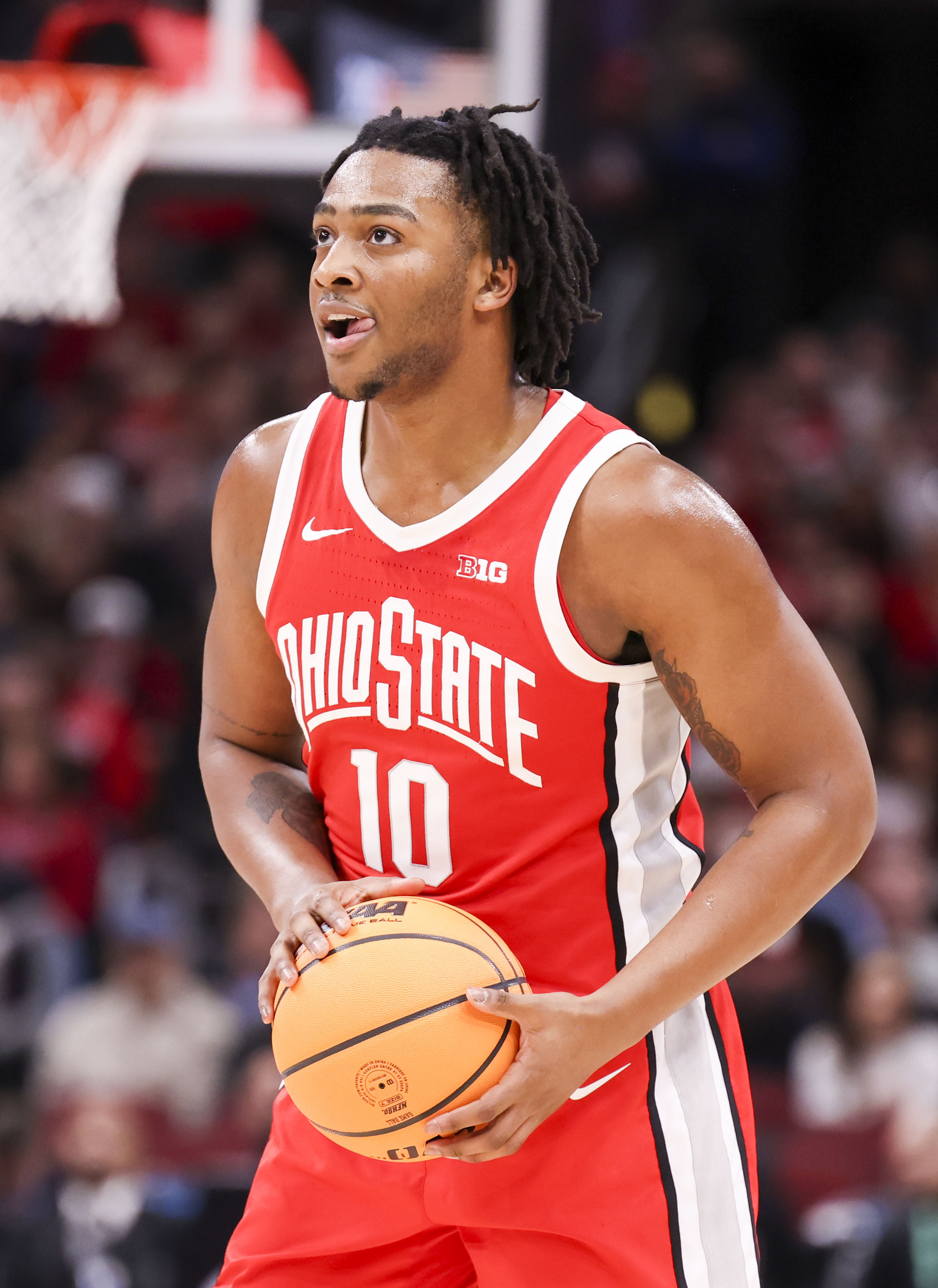
Brice Sensabaugh, 2023.

Brice P. Sensabaugh, född 30 oktober 2003 i Wilton Manors i Florida, är en amerikansk professionell basketspelare (SF) som spelar för Utah Jazz i National Basketball Association (NBA).
Han draftades av Utah Jazz i första rundan i 2023 års draft som 28:e spelare totalt.
Innan Sensabaugh blev proffs studerade han vid Ohio State University och spelade för deras idrottsförening Ohio State Buckeyes.